# Diksmuide (huyện)
Huyện Diksmuide (tiếng Hà Lan: Arrondissement Diksmuide; tiếng Pháp: Arrondissement de Dixmude) là một trong tám huyện hành chính ở tỉnh West Flanders,  Bỉ. Đây là một trong hai huyện tạo thành huyện Veurne tư pháp.

## Các đô thị
Huyện hành chính Diksmuide bao gồm các đô thị sau:
- Diksmuide
- Houthulst
- Koekelare
- Kortemark
- Lo-Reninge